# 方红卫 (政治人物)
方红卫（1966年6月—），男，汉族，陕西富平人，中国共产党、中华人民共和国政治人物及企业家，毕业于清华大学汽车工程系汽车专业。曾任陕汽集团董事长，中共汉中市委副书记、市政府市长、市委书记等职务。现任中共陕西省委常委、西安市委书记。系第十三届全国人大代表，十三届陕西省人大代表，十二届陕西省委候补委员，十三届陕西省委委员，陕西省第十二、十三次党代会代表，十一届陕西省政协委员、常委。

## 生平

### 早年及国企经历
1989年毕业于清华大学汽车工程系汽车专业，之后进入陕西汽车集团工作。2002年2月任陕西汽车集团总经理，2008年5月任陕西汽车集团董事长，2012年10月任陕西汽车控股集团董事长。

### 宝鸡市
2015年4月，外调地方，任中共宝鸡市委常委，宝鸡市人民政府副市长。

### 渭南市
2016年7月，调任中共渭南市委常委，渭南市人民政府常务副市长。

### 汉中市
2017年1月，调任中共汉中市委副书记、市政府党组书记，2月当选为汉中市市长。2018年2月，当选为第十三届全国人大代表。
2020年7月，任中共汉中市委书记。

### 省委及西安市
2021年5月，任中共陕西省委常委、省委秘书长。
2021年11月，转任中共西安市委书记。